# Georges II (roi d'Iméréthie)
Pour les articles homonymes, voir Georges II.
Georges II d'Iméréthie (en géorgien : გიორგი II, g'iorg'i II ; né vers 1515 et mort en 1585) est un monarque géorgien du XVIe siècle qui règne comme roi indépendant de l'Iméréthie, de son avènement qui aurait lieu en 1548 ou 1565 jusqu'à sa mort en 1585. Fils et successeur de Bagrat III, il est descendant de l'ancienne dynastie des Bagrations, qui gouverne sur la Géorgie depuis le IXe siècle, et membre de la branche des Bagrations d'Iméréthie, qui contrôle la Géorgie occidentale comme monarques indépendants depuis les années 1480.
Le règne de Georges II est marqué par une série de conflits entre le pouvoir central et les principautés de Mingrélie et de Gourie, deux vassaux dont la puissance cause de nombreuses querelles qui sont régulièrement encouragées par l'Empire ottoman voisin. Georges II soutient à différentes reprises l'une ou l'autre mais doit faire face à des conflits militaires, notamment lors de la Bataille d'Ianeti en 1568. L'alliance entre Georges II, Georges II de Gourie et Georges III de Mingrélie en 1578, qui reste connue comme l'« Accord des trois Georges », amène une paix temporaire à la Géorgie occidentale.
Sur le plan international, Georges II refuse tout d'abord la domination ottomane, pourtant reconnue par les puissances musulmanes depuis 1555, et impose deux défaites importantes aux Turcs durant la guerre ottomano-persane qui commence en 1578. Une négociation agile des Ottomans rallie néanmoins Georges II à la cause turque quand vers 1580 quand il participe à une invasion de la Karthli, avant d'être vaincu par Simon de Karthli en 1582.
Sa mort en 1585 inaugure le début d'une série de conflits de succession qui mène à la désintégration du pouvoir royal de l'Iméréthie après des décennies de guerres civiles.

## Biographie

### Jeunesse et ascension
Georges Bagration est le fils aîné du roi Bagrat III, qui règne sur le royaume d'Iméréthie depuis 1510, et de la reine Hélène. Il descend ainsi de l'ancienne dynastie des Bagrations, qui gouverne les terres géorgiennes depuis le IXe siècle. Sa date de naissance est inconnue, mais il est déjà cité dans une charte royale de son père datant de 1517, avec son jeune frère Teïmouraz, indiquant une naissance aux alentours de 1515. Georges a au moins un fils, Alexandre, qui meurt en 1558, prouvant un premier mariage avant 1563, quand il épouse la princesse Roussoudan Chevachidzé dans une tentative de former une alliance entre le pouvoir royal et la principauté d'Abkhazie.
Bagrat III gouverne durant une longue période qui solidifie l'indépendance de l'Iméréthie du reste de la Géorgie mais témoigne l'arrivée de l'Empire ottoman comme un pouvoir impérial en Transcaucasie. Georges succède à son père au trône et devient le troisième « Roi des rois des Abkhazes, des Raniens, des Kakhétiens et des Arméniens, Chirvanchah et Chahanchah, Maître absolu de l'Est, de l'Ouest, du Sud et du Nord et Souverain des royaumes d'Iméréthie et d'Amieréthie », une titulature illustrant la prétention des monarques imères à la domination de toute la Géorgie. Il hérite de son père un royaume solidement indépendant mais avec une influence croissante des Ottomans sur la grande noblesse et des tensions constantes entre la Couronne et ses vassaux, notamment avec la famille des Lipartiani.
Dans les années 1550, il est allié avec la croisade anti-persane du roi Louarsab Ier de Karthli, qu'il accueille quand celui-ci se refuge temporairement en Géorgie occidentale en 1556, peu de temps avant sa mort tragique. En 1553, le chah séfévide Tahmasp Ier fait une incursion obscure en Iméréthie et prend avec lui l'icône de Notre-Dame d'Atsqouri, qui avait été confisquée par Bagrat III lors de sa guerre contre le Samtskhé. Georges II récupère l'icône la même année, mais la rend à Kaïkhosro II Djaqeli en 1562 lors d'un accord de paix entre les deux souverains.

#### Questions sur l'avènement deGeorgesII
La question de la date d'ascension de Georges au trône imère reste le sujet de débat entre l'historiographie traditionnelle et moderne. Vakhoucht Bagration, l'historien qui combine les biographies royales au XVIIIe siècle, fait mourir Bagrat III en 1548, une version suivie par l'historien français Marie-Félicité Brosset dans les années 1850. Une charte royale datant de 1564 parle de la « 19e année » du roi Georges, indiquant ainsi un règne qui aurait commencé en 1545.
Les historiens modernes, se basant sur d'autres récits contemporains, acceptent l'an 1565 comme l'année de décès de Bagrat III et de l'ascension de Georges II. Tandis que cette version n'explique pas les évènements décrits par Vakhoucht Bagration sur le règne de Georges II dans les années 1550, elle est toutefois confirmée par une charte royale de 1569 qui parle de la « 4e année de règne » du monarque. Encore un autre document royal de 1568 parle également de la quatrième année de son règne, ce qui est expliqué par Brosset comme une référence au mariage de Georges à Roussoudan en 1563.
Une explication moderne théorise que Bagrat III aurait régné jusqu'en 1565, mais aurait associé Georges au trône depuis les années 1540, une pratique courante dans la tradition monarchique géorgienne.

### Guerre civile

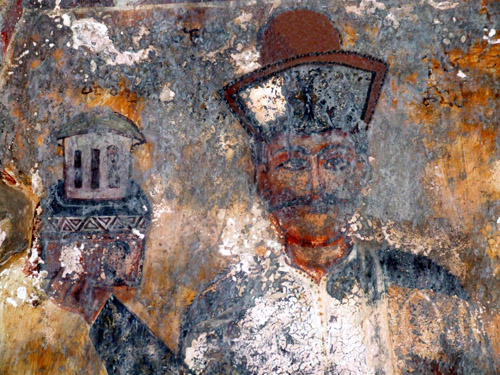
Léon Ier de Mingrélie

Lors de l'arrivée au pouvoir de Georges II, une paix fragile existe entre le roi et ses vassaux Georges II de Gourie et Léon Ier de Mingrélie, qui sont de facto indépendants et sujets de l'Empire ottoman, après des décennies de conflits entre Bagrat III et ces princes. Cette paix est rapidement mise en question quand Georges Gourieli et Léon Dadiani entrent en guerre, un conflit qui est rapidement atténué à la suite du mariage de Gourieli à la fille de Dadiani en 1566.
Quand Gourieli divorce son épouse quelque temps plus tard, les princes de Géorgie occidentale se préparent pour une guerre civile : Georges de Gourie s'allie à Georges II d'Iméréthie, tandis que Léon Dadiani forme une coalition anti-royale avec les familles Tchiladzé et Lipartiani avec pour but le renversement du roi Georges et l'installation comme roi du prince royal Khosro Bagration, un cousin du monarque. Les forces de Dadiani envahissent la Gourie mais le roi Georges leur inflige une défaite décisive en 1568 lors de la Bataille d'Ianeti.
La victoire d'Ianeti est suivie par une invasion imèro-gourienne de la Mingrélie et quand le roi Georges capture Zougdidi, Léon Dadiani est obligé de prendre refuge à Constantinople. Georges d'Iméréthie doit continuer à faire face à une noblesse récalcitrante : le seigneur Bejan Nemsadzé organise une tentative d'assassinat en faveur du prince Khosro mais échoue et Georges confisque ses territoires. Le sultan Sélim II encourage néanmoins Léon Dadiani à retourner en Géorgie et, toujours en 1568, Dadiani, armé de neuf navires ottomans et de soldats d'Erzurum et de Trabzon, débarque en Gourie, menaçant le prince Gourieli d'une invasion dévastatrice. Georges Gourieli est contraint de lui payer un tribut et l'aide à expulser les forces royales hors de Mingrélie. 
Le roi Georges tente de solidifer toutefois son pouvoir et fait assassiner, lors d'un banquet en son honneur, le duc Djavakh Tchiladzé, dont les territoires forment un domaine puissant à cheval entre l'Iméréthie, la Gourie et la Mingrélie, et annexe ses terres aux domaines royaux en punition pour son support envers Dadiani lors de la bataille d'Ianeti. Georges de Gourie et Léon de Mingrélie, en réponse, déclarent la guerre contre la couronne, infligent une défaite au roi et se partagent les territoires de la famille Tchiladzé.

#### Les trois Georges

Papouna Tchiladzé, dont les domaines sont au centre des conflits entre princes géorgiens.

En 1572, Léon de Mingrélie meurt lors d'un accident de chasse et est remplacé par son fils Georges III Dadiani, qui doit toutefois faire face aux prétentions de son frère Mamia. Georges d'Iméréthie l'oblige à lui rendre sa portion des terres des Tchiladzé et forme une alliance quand il marie son fils Bagrat à la sœur des Dadiani. Quant à Georges de Gourie, il craint une alliance entre la Mingrélie et l'Iméréthie et soutient les prétentions de Mamia. En 1573, Gourieli envahit la Mingrélie, capture Zougdidi, oblige Georges Dadiani à prendre refuge en Abkhazie, puis installe sur le trône mingrélien Mamia.
Le roi Georges II est contraint d'accepter le nouveau pouvoir et de rendre sa part des domaines des Tchiladzé à Zougdidi. Ce bouleversement force temporairement la paix entre les trois souverains, mais Georges d'Iméréthie, malgré avoir officiellement reconnu Mamia comme prince de Mingrélie, ne s'accorde jamais d'avoir été stratégiquement vaincu. En 1578, Georges Dadiani fait retour sur la scène politique de Géorgie occidentale quand le roi arrange son retour au pouvoir : Georges Dadiani épouse Tamar Chervachidzé, belle-sœur du roi, et offre le port d'Hopa en Adjarie (qui est sous contrôle joint des Ottomans et des Dadiani) au Gourieli, ce qui oblige Mamia de quitter son poste et de retourner la couronne mingrélienne à son frère.
Afin de sceller cette nouvelle alliance, Georges de Gourie épouse la sœur de Dadiani, elle-même veuve depuis la mort du prince Bagrat d'Iméréthie, héritier au trône, en mai 1578. Georges II d'Iméréthie, Georges II de Gourie et Georges III de Mingrélie sont ainsi liés dans une alliance tripartite qui apporte une certaine unité au sein de la Géorgie occidentale.
Aux alentours de 1580, Batoulia Dadiani, oncle de Georges Dadiani et comte de Sadjavakho, se révolte contre le prince de Mingrélie et le roi Georges lui vient en aide. Batoulia est rapidement vaincu et emprisonné auprès de Georges Gourieli à Ozourgueti, mais celui-ci refuse de l'exécuté, risquant ainsi la fragile alliance tripartite. Le roi envoie alors des agents pour assassiner Batoulia dans sa cellule de prison.
Ces nombreux conflits ont eu des conséquences dévastatrices pour la population locale. L'économie de Géorgie occidentale construite difficilement par Bagrat III s'effondre, tandis que les Ottomans profitent de la situation pour augmenter leur influence auprès de la noblesse, introduisant des milices turques pour se battre dans les combats internes. La vente des prisonniers de guerre comme esclaves chez les Turcs, une pratique interdite par Bagrat III, fait son apparition en Iméréthie et devient une réalité constante dans les nombreuses guerres civiles qui suivent le règne de Georges II.

### GeorgesIIet les Turcs

#### Contre les Ottomans
Sous le règne de Georges II, l'Empire ottoman profite de la Guerre ottomano-persane de 1578–1590 pour étendre son empire vers la Géorgie orientale, auparavant un territoire vassal de la Perse depuis la Paix d'Amasya. D'après ce même traité de 1555, la Géorgie occidentale est reconnue par les pouvoirs musulmans comme faisant partie de la sphère d'influence ottomane mais Bagrat III et Georges II restent férocement indépendants, malgré l'influence ottomane sur la Gourie, la Mingrélie et l'Abkhazie.

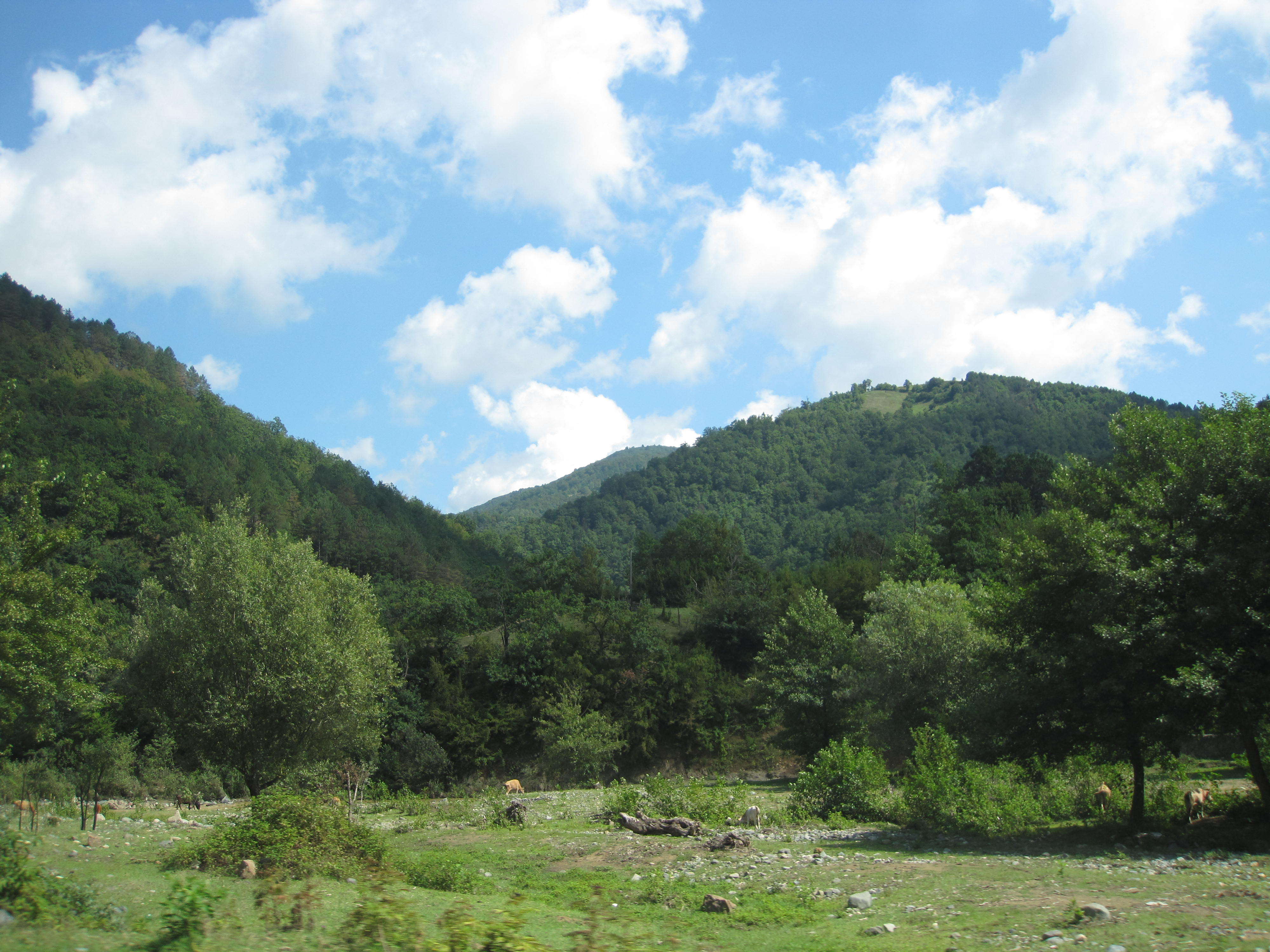
Chaîne de Likhi

Le 1er septembre 1578, le général Lala Mustafa Pacha, après avoir ravagé Tiflis et déposé le roi David XI de Karthli, place ses ambitions sur l'Iméréthie pour envahir le royaume et renverser le chrétien rebelle Georges II. Toutefois, Georges fortifie la dangereuse chaîne de Likhi, frontière naturelle entre l'Iméréthie et la Karthli, et impose une défaite sérieuse aux Ottomans. Durant cette bataille, le noble Héraclius Bagration, cousin pro-ottoman du prince Vakhtang Ier de Moukhran, est gravement blessé et de nombreux nobles géorgiens dans sa suite sont tués par les Imères.
Georges II retourne à Koutaïssi victorieux, avec de nombreux trésors confisqués aux Turcs. Mais le 1er novembre, Lala Mustafa Pacha est de retour vers l'Iméréthie. Georges II le défait une seconde fois à la chaîne de Likhi, mettant fin aux tentatives turques de conquérir la Géorgie occidentale par la force.

#### Avec les Ottomans
En 1581, le sultan Mourad III remplace Lala Mustafa Pacha sur le front géorgien par son grand-vizir Koca Sinan Pacha. Celui-ci entre en négociations avec Georges II via l'atabeg Manoutchar II de Samtskhé et parvient à le faire rejoindre la cause ottomane en échange d'un certain pouvoir sur la Karthli, une offre attirante pour Georges II, qui prétend à la couronne des trois royaumes géorgiens. Le roi forme une coalition avec ses alliés de Mingrélie et de Gourie et l'armée unie envahit le nord de la Karthli, tandis que Koca Sinan Pacha affronte directement Simon Ier de Karthli, dans une stratégie avec le but de diviser la défense karthlienne.
Cette stratégie se prouve victorieuse et quand les troupes imèro-ottomanes capturent Tiflis, Koca Sinan Pacha nomme Mamia Bagration, fils cadet de Georges II, comme beylarbey (gouverneur) de Tiflis sous le nom de Youssouf Beg. Cette nomination arrange particulièrement les Turcs : ils gagnent un certain support auprès de la population locale en nommant un prince géorgien et gardent leur promesse envers Koutaïssi, tout en sachant qu'ils ont nommé un fils renégat de Georges II et que cette nomination sert plus à diviser les princes géorgiens qu'à unifier le pays.

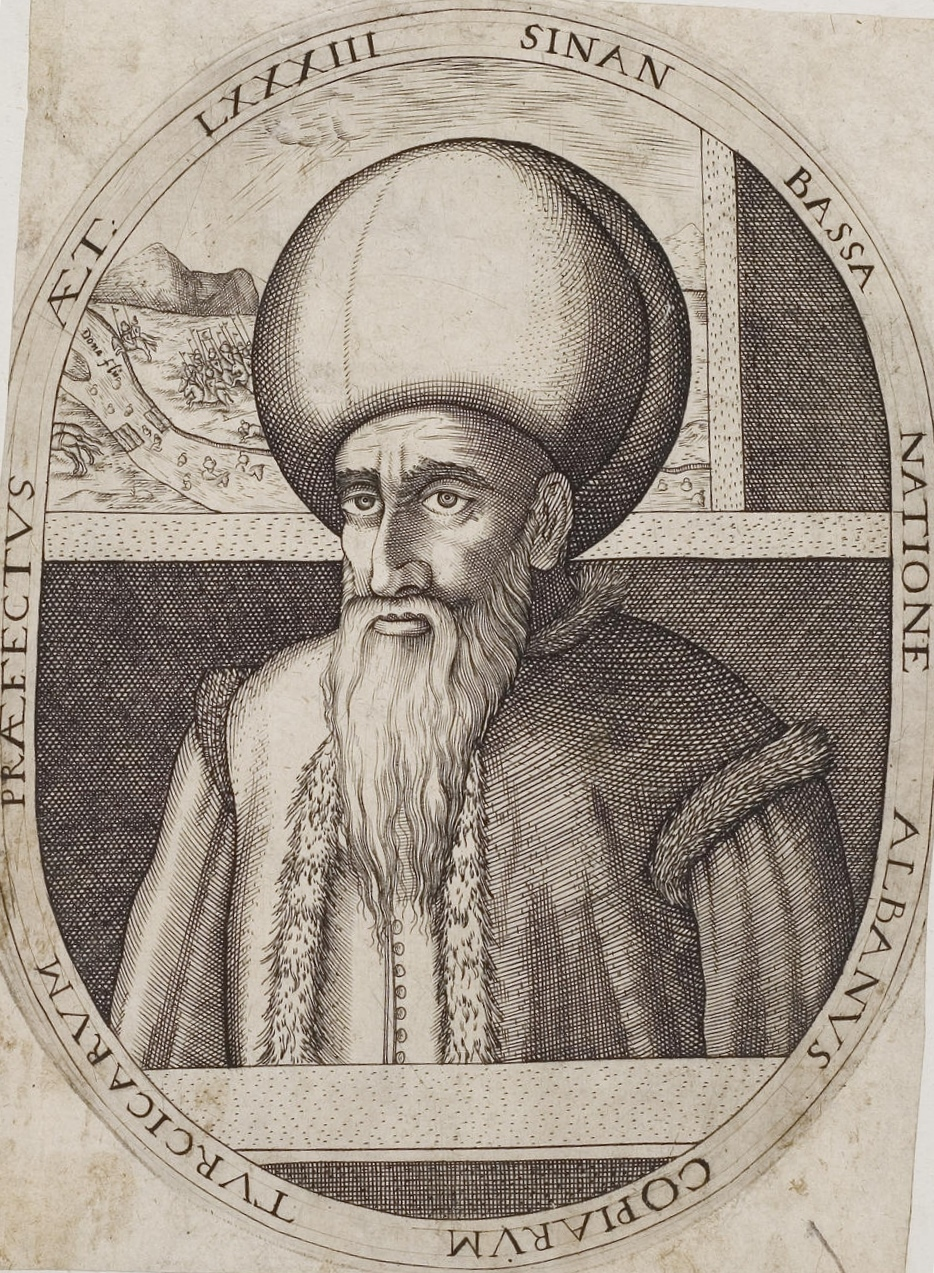
Koca Sinan Pacha

En 1582, Simon Ier de Karthli gagne un avantage territorial sur ses ennemis et les Ottomans forment une nouvelle coalition de l'Iméréthie, la Mingrélie, la Gourie et le Samtskhé. À Moukhran, les envahisseurs sont vaincus par Simon dans une défaite qui garantit son indépendance.

### Fin de règne et mort
En 1582, la paix fragile entre les trois Georges de Géorgie occidentale s'effondre quand Georges III Dadiani meurt et est remplacé par son frère Mamia. Celui-ci prend sa revanche sur son ancien allié de Gourie pour l'avoir trahit en 1578, envahit la principauté et oblige Georges II de Gourie à s'exiler à Constantinople. Vakhtang Gourieli, un frère (ou fils) de Georges, est installé comme souverain de Gourie, vassal de la Mingrélie et le roi Georges est contraint d'accepter la nouvelle puissance mingrélienne.
En 1583, un Georges II faible et âgé essaie de préparer le trône d'Iméréthie pour son fils Léon Bagration, son troisième héritier depuis la mort de ses deux aînés, qui n'a alors que 10 ans. Par peur des ambitions de son frère Constantin, Georges II emprisonne ce dernier avec son neveu Rostom.
En 1585, Georges II meurt après un règne d'au moins 20 ans. Il est remplacé par le jeune Léon qui, à la merci de la puissante noblesse, voit le pouvoir royal durement construit par ses prédécesseurs se désintégrer aux mains de Mamia Dadiani. Ce chaos sortant de la succession à Georges II mène à un chaos interne et une montée de la puissance mingrélienne, culminant avec la Guerre du royaume d'Iméréthie de 1623-1658. Simon de Karthli profite également de ce chaos pour prendre revanche sur la politique pro-ottomane de Georges II et envahit l'Iméréthie trois fois dans les années qui suivent sa mort.

## Famille
Georges II d'Iméréthie est marié au moins trois fois. Une première union reste anonyme, mais cette femme meurt en 1561 et donne naissance à un fils :

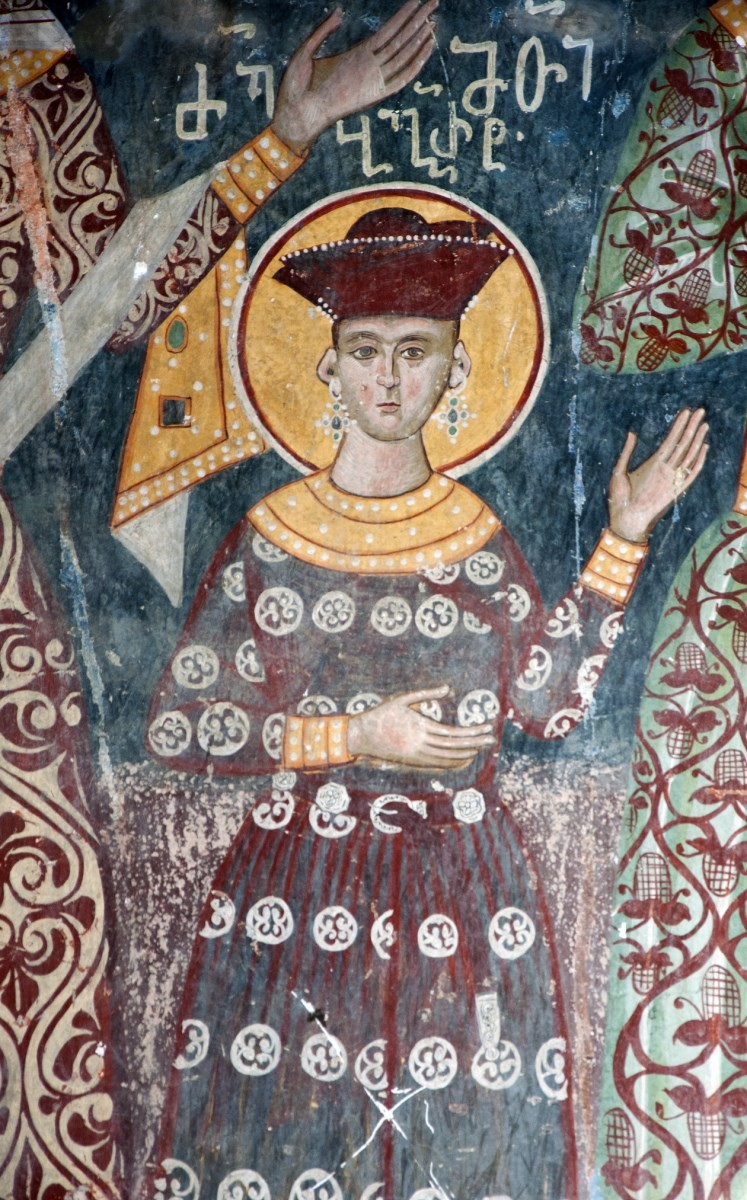
Prince Bagrat, l'un des fils du roi George II.

- Alexandre Bagration d'Iméréthie (mort en 1558).

En 1563, Georges épouse la princesse Roussoudan Chervachidzé, fille du prince d'Abkhazie, qui devient reine d'Iméréthie. Elle meurt le 4 août 1578 et donne naissance à deux enfants :
- Bagrat Bagration d'Iméréthie (1565-1578) ;
- Léon Bagration d'Iméréthie (1573-1590), roi d'Iméréthie en 1585-1589.

George épouse en troisièmes noces Tamar, fille du prince Chirmazan Diassamidzé. Ensemble, le couple royal a trois enfants :
- Rostom Bagration d'Iméréthie ;
- Mamia Bagration d'Iméréthie, beylerbey de Tiflis vers 1581 ;
- Alexandre Bagration d'Iméréthie.

## Culture

Les fresques de Ghélati

Georges II est, comme ses prédécesseurs, un roi chrétien qui règne sous la protection du Catholicossat d'Abkhazie, une Église orthodoxe géorgienne déclarée indépendante lors de la désintégration de la Géorgie au XVe siècle. Avant son avènement, il est déjà proche de l'Église, comme l'indique son offrande de la paroisse de Ghvimé, ainsi que les terrains et les familles qui en dépendent, au monastère de Ghélati, le siège du Catholicossat. En 1568, quand Georges II confisque les domaines de Bejan Nemsadzé, il offre la résidence de Tskhoutouri à l'archevêque Antoine de Gaenati. En 1569, en l'honneur de son père, il offre le palais royal de Khvotchtibouli à Ghélati.
Georges II est couronné par le catholicos Evdemon Ier. Celui-ci est le premier à rédiger en 1568 un code canonique du Catholicossat, inscrivant les pouvoirs du Catholicos et la relation entre la Couronne et l'Église. Sous l'égide de Georges II, Evdemon commissione certaines des fresques les plus célèbres de Ghélati, dont celle du roi médiéval David IV le Reconstructeur et de Bagrat III d'Iméréthie. Tandis que la politique de Géorgie occidentale reste divisée sous son règne, l'Église préserve une certaine unité, comme le montre l'apogée culturel de la cathédrale de Bitchvinta en Abkhazie, hors du contrôle royal. À la mort d'Evdemon en 1578, Georges II nomme Epvtimé Saqvarelidzé comme catholicos.

## Annexe